# Hypochrysops protogenes
Hypochrysops protogenes är en fjärilsart som beskrevs av Felder 1865. Hypochrysops protogenes ingår i släktet Hypochrysops och familjen juvelvingar. Inga underarter finns listade i Catalogue of Life.